# Austrálie na Letních olympijských hrách 1984
Austrálii na Letních olympijských hrách v roce 1984 v americkém Los Angeles reprezentovalo 242 sportovců v 22 sportech. Ve výpravě bylo 169 mužů a 73 žen.

## Medailisté
| Medaile | Jméno | Sport             | Soutěž                              |
| ------- | --- | ----------------- | ----------------------------------- |
| Zlato   | Glynis Nunnová | Atletika          | Ženy sedmiboj                       |
| Zlato   | Jon Sieben | Plavání           | Muži 200 m motýlek                  |
| Zlato   | Dean Lukin | Vzpírání          | Muži nad 110 kg                     |
| Zlato   | Kevin Nichols Michael Grenda Michael Turtur Dean Woods                                                                    | Cyklistika        | Družstvo mužů 4 000 m stíhací závod |
| Stříbro | Gary Honey | Atletika          | Muži skok do dálky                  |
| Stříbro | Suzie Landells | Plavání           | Ženy 400 m polohový závod           |
| Stříbro | Neil Brooks Michael Delany Greg Fasala Mark Stockwell                                                                     | Plavání           | Muži 4×100 m volný způsob           |
| Stříbro | Glenn Beringen | Plavání           | Muži 200 m prsa                     |
| Stříbro | Mark Stockwell | Plavání           | Muži 100 m volný způsob             |
| Stříbro | Karen Phillips | Plavání           | Ženy 200 m motýlek                  |
| Stříbro | Robert Kabbas | Vzpírání          | Muži do 82.5 kg                     |
| Stříbro | Gary Gullock Tony Lovrich Timothy McLaren Paul Reedy                                                                      | Veslování         | Muži párová čtyřka                  |
| Bronz   | Gael Martinová | Atletika          | Ženy vrh koulí                      |
| Bronz   | Pattie Dench | Sportovní střelba | Ženy 25 metrů sportovní pistole     |
| Bronz   | Peter Evans | Plavání           | Muži 100 m prsa                     |
| Bronz   | Glenn Buchanan | Plavání           | Muži 100 m motýlek                  |
| Bronz   | Rob Woodhouse | Plavání           | Muži 400 m polohový závod           |
| Bronz   | Justin Lemberg | Plavání           | Muži 400 m volný způsob             |
| Bronz   | Michele Pearson | Plavání           | Ženy 200 m polohový závod           |
| Bronz   | Glenn Buchanan Peter Evans Mark Kerry Mark Stockwell                                                                      | Plavání           | Muži štafeta 4×100 m polohový závod |
| Bronz   | Chris Cairns Scott Anderson                                                                                               | Jachting          | Družstvo mužů třída Tornado         |
| Bronz   | Susan Lee Karen Brancourt Margot Foster Robyn Grey-Gardner Susan Chapman                                                  | Veslování         | Ženy čtyřka s kormidelníkem         |
| Bronz   | James Battersby Ian Edmunds Stephen Evans Clyde Hefer Craig Muller Sam Patten Ion Popa Gavin Thredgold Timothy Willoughby | Veslování         | Muži osmiveslice                    |
| Bronz   | Grant Kenny Barry Kelly                                                                                                   | Kanoistika        | Muži K2 1 000 m                     |